# Anneke Borbe
Anneke Borbe (* 17. September 2000 in Pinneberg) ist eine deutsche Fußballtorfrau. 

## Karriere

### Jugend
Borbe begann mit dem Fußballspielen bei der SV Lieth und dem SC Nienstedten, bei denen sie in gemischten Mannschaften mit Jungen spielte. Im Jahr 2015 stieß sie zur Jugendabteilung von Werder Bremen. Zunächst pendelte sie wöchentlich von Pinneberg, ehe sie schließlich mit Teamkollegin Nina Lührßen in eine Wohngemeinschaft in Bremen zog. Mit den Juniorinnen des SVW bestritt sie in der B-Juniorinnen-Bundesliga 26 Spiele. Außerdem kam sie viermal für die U16-Landesauswahl Hamburg zum Einsatz.

### Profifußball
Als Sechzehnjährige kam Borbe Anfang September 2017 zu ihrem Debüt in der 1. Bundesliga. Im Verlauf der Saison 2017/18 lief sie insgesamt 13-mal auf und hielt mit Werder schließlich die Liga. Im Folgejahr stand sie 15-mal im Bremer Tor und stieg am Ende der Spielzeit 2018/19 mit der Mannschaft in die 2. Bundesliga ab. Die Zweitligasaison 2019/20 dominierten die Werder-Frauen und verloren kein Saisonspiel; Borbe stand in acht Partien auf dem Platz. Seither war Borbe als Stammtorhüterin der Bremer Bundesliga-Mannschaft etabliert. Nach dem 8. Spieltag der Saison 2022/23 verletzte sie sich an der Hand und wurde zunächst durch Hannah Etzold ersetzt. Mitte März 2023 stand sie erstmals wieder im Tor der Bremerinnen im Spiel gegen Eintracht Frankfurt.
Ende Februar 2023 verpflichtete der VfL Wolfsburg sie ablösefrei zur Saison 2023/24. Ihr Vertrag lief bis 2025. Zu Beginn der Rückrunde 2024/25 wurde Borbe von Trainer Tommy Stroot zur Stammtorhüterin ernannt und verdrängte damit Merle Frohms.
Im Sommer 2025 wechselte sie zum FC Arsenal.

### Nationalmannschaft
Borbe durchlief von der U15 bis zur U19 die Juniorinnen-Mannschaften des DFB und kam zu insgesamt zehn Einsätzen. Hierbei nahm sie unter anderem am Turnier um den  Nordic-Cup und mehreren EM-Qualifikationsspielen teil, darunter ein am 5. Oktober 2018 mit 21:0 gewonnenes Spiel gegen die estnische U19.

## Erfolge
- Meister 2. Bundesliga: 2020[5]
- DFB-Pokal-Sieger: 2024

## Sonstiges
Als ihr Vorbild nennt Borbe Nadine Angerer.
Sie besuchte das Gymnasium in Bremen-Obervieland.